# Cmentarz wojenny nr 107 – Biecz

Cmentarze I wojny światowej w Bieczu

Cmentarz wojenny nr 107 – cmentarz wojenny z okresu I wojny światowej w Bieczu, w województwie małopolskim, w powiecie gorlickim. Jeden z ponad 400 zachodniogalicyjskich cmentarzy wojennych zbudowanych przez Oddział Grobów Wojennych C. i K. Komendantury Wojskowej w Krakowie. W III okręgu gorlickim cmentarzy tych jest 54

## Opis cmentarza
Znajduje się w północnej części miasta Biecz, przy ulicy 100-lecia, na wzgórzu Nęckówka. Były to trzy pojedyncze mogiły znanych z nazwiska żołnierzy armii austro-węgierskiej z I wojny światowej, wyznania żydowskiego. Pochowani zostali na dawnym kirkucie, który jednak w czasie II wojny światowej zniszczony przez hitlerowców.
Pochowani to:
- Moritz Berkowicz
- Meir Birn
- Emil Lustig

Dzisiaj trudno ustalić pierwotną lokalizację grobów. Betonowe macewy na ich grobach były prawdopodobnie identyczne z tymi w Grybowie i Gorlicach.
W miejscu kirkutu stoi obecnie pomnik pamięci pomordowanych Żydów. Cmentarz otacza współczesne ogrodzenie murowano-stalowe z siatką. Na polu cmentarza równoległe rzędy drzew.

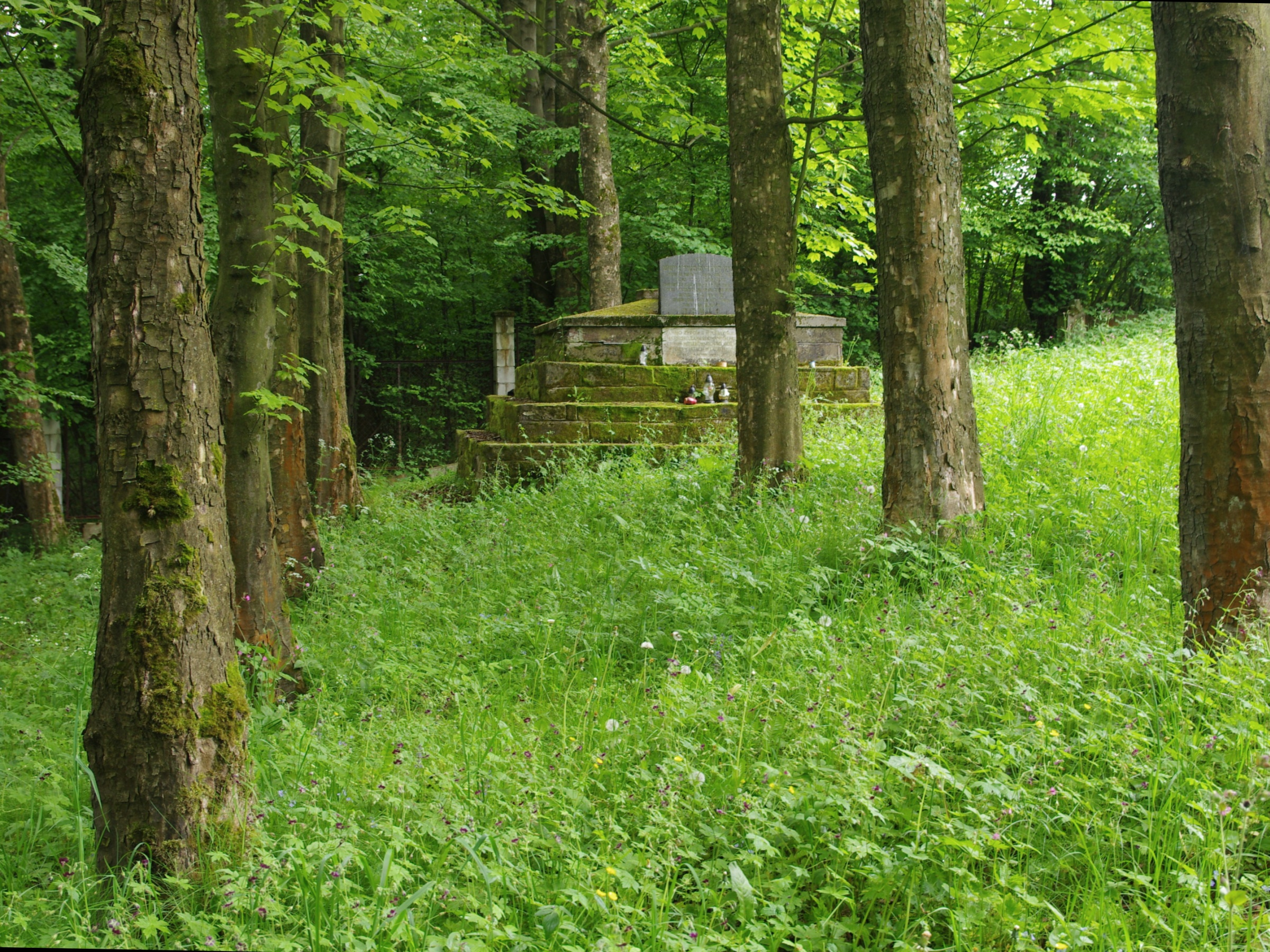
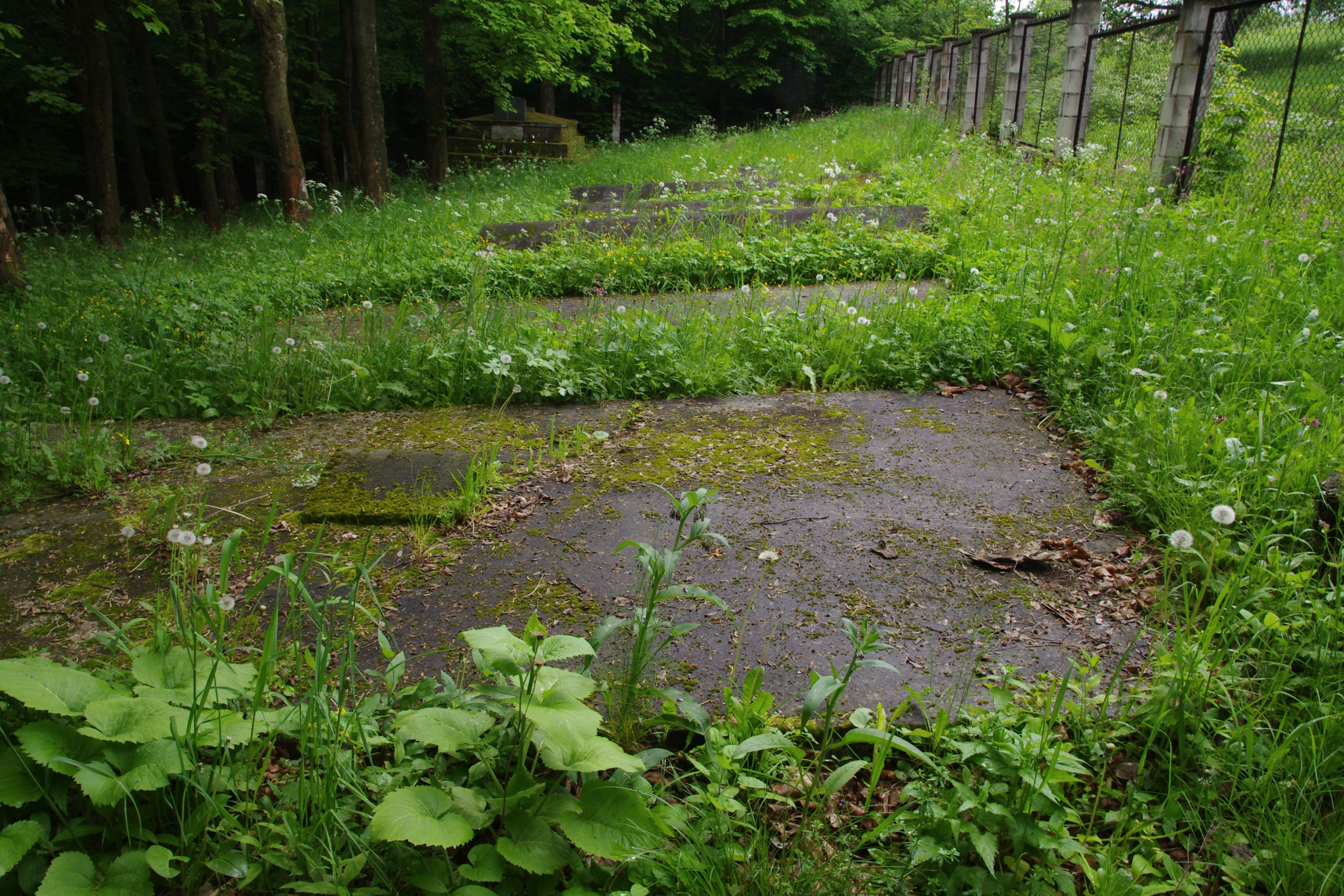
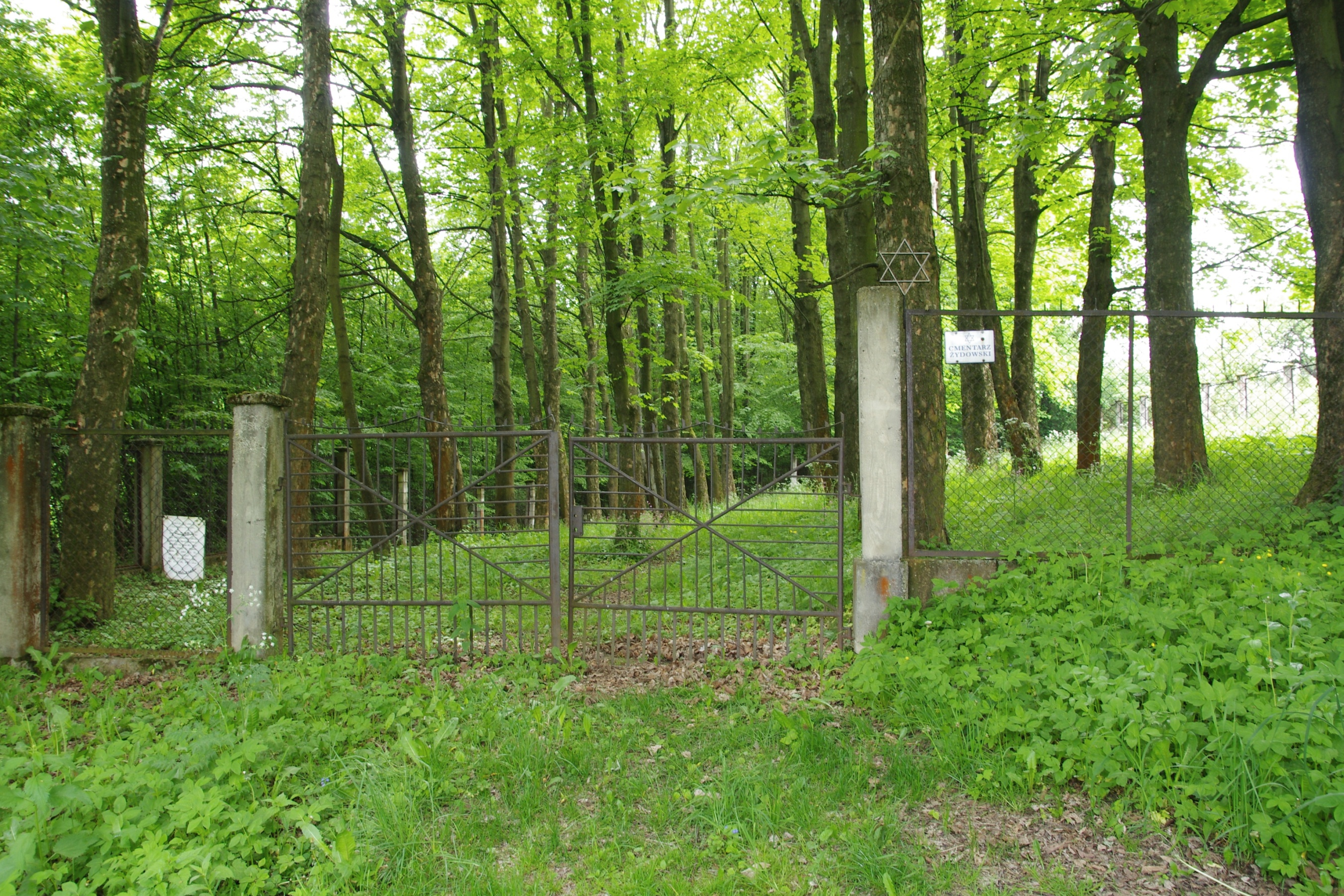
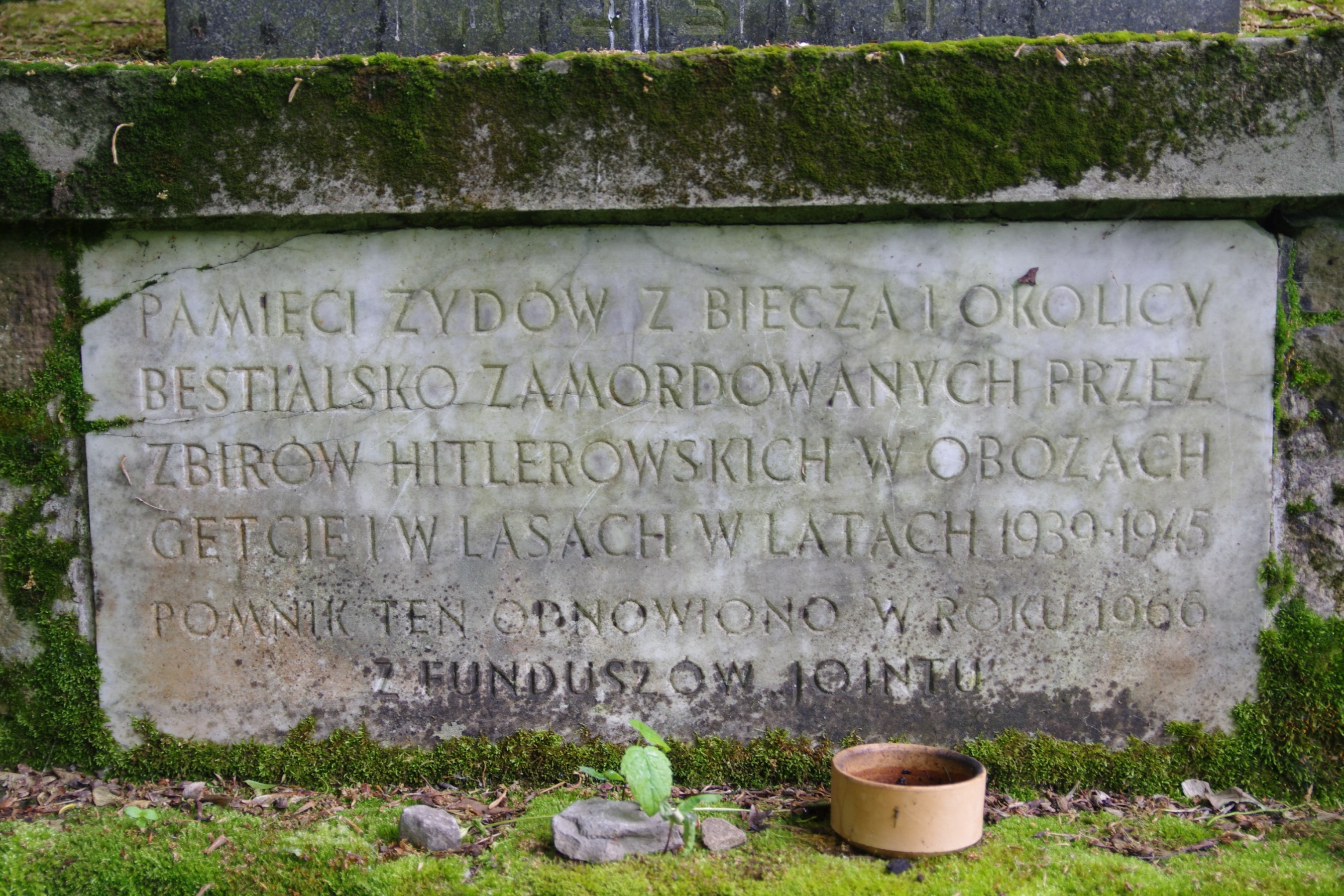